# Cena Dušana Jurkoviče
Cenu Dušana Jurkoviče uděluje Spolek architektů Slovenska (SAS) autorovi nebo autorskému kolektivu za realizované architektonické nebo urbanistické dílo, které přispívá ke zvýšení úrovně a prestiže architektonické nebo urbanistické tvorby na Slovensku. Je pojmenovaná po předním slovenském architektovi Dušanu Jurkovičovi (1868-1945).

## Dějiny
Cenu Dušana Jurkoviče zřídil Svaz slovenských architektů (ZSA) v roce 1964. Statut ceny byl schválen na II. sjezdu ZSA v červnu 1964.
Datum udělování ceny bylo stanoveno na výročí Slovenského národního povstání. První ceny předal tehdejší předseda ZSA, profesor Jozef Lacko, 28. srpna 1964 jako ocenění tvorby za předchozí období, resp. za rok 1963. Tento princip předávání cen se až na několik výjimek uplatňoval trvale (rozlišuje se rok odevzdání cen a období resp. rok, za který se cena uděluje) i během období, kdy se cena Dušana Jurkoviče nahradila cenou Svazu slovenských architektů, kterou poprvé udělili za rok 1975.
Po převratných událostech v roce 1989 Svaz slovenských architektů zanikl. Shromáždění architektů Slovenska v Bratislavě 10. března 1990 založilo Spolek architektů Slovenska. SAS obnovil cenu Dušana Jurkoviče. Statut ceny schválila Rada SAS 12. února 1991; poprvé byl zveřejněn ve třetím čísle nově založeného měsíčníku Fórum architektúry (I. roč., č. 3, s. 5). První udělování obnovené ceny se událo na výstavě laureátů v budově Slovenského národního muzea v Bratislavě (zároveň tehdy poprvé odevzdali i nově zřízenou cenu profesora Lacka). Obnovené ceny Dušana Jurkoviče se označují, oproti minulosti, jen rokem jejich předání resp. udělení.

## Seznam oceněných autorů a děl od roku 1991
- 1991
  - Rastislav Janák, Oľga Janáková, Anna Tomašáková - Rekonstrukce a interiér Zichyho paláce v Bratislavě
  - Márius Žitňanský - Sborový dům v Levicích
- 1992
  - Ladislav Foltýn - Slovenská architektura a česká avantgarda 1918-1939 (vyd. Drážďany 1991)
  - Ferdinand Zbuško - Nová scéna, Bratislava
- 1993
  - Tento rok porota cenu neudělila.
- 1994
  - Albert Rybarčák - Římskokatolický kostel ve Vojkovcích
  - Dana Bořutová, Matúš Dulla, Anna Zajková - Souborné dílo Dušana Jurkoviče (libreto, scénář a realizace výstavy)
- 1995
  - Viktoria Cvengrošová, Virgil Droppy - Rekonstrukce a dostavba pobočky Slovenské spořitelny, Bratislava
- 1996
  - Rastislav Janák, Oľga Janáková, Rudolf Melčák, Jan Uchytil - odbavovací budova II na Letišti Milana Rastislava Štefánika v Bratislavě
- 1997
  - Peter Abonyi, Martin Biscan - Římskokatolický kostel Nejsvětějšího srdce Páně, Lomná
  - Ján Miloslav Bahna, Igor Palčo, Ľubomír Závodný, Miloš Juráni - Budova centrály VÚB a. s., Bratislava - Mlynské Nivy
  - Martin Drahovský, Peter Pásztor, Pavol Šimko - Rekonstrukce hotelu Bankov, Košice
- 1998
  - Peter Vavrica, Miloš Maličevič, Ivan Jarina - Řídící a letová věž, Letiště MR Štefánika v Bratislavě
- 1999
  - Juraj Polyák - Fakulta zahradnictví a krajinného inženýrství SPU v Nitře
  - Michal Gaj, Eva Faragóová, Michal Dovičovič - Územní plán sídelního útvaru Poprad
  - Stanislav Barényi, Miloš Dzúr, Karin Havierová - Německý vojenský hřbitov ve Važci
- 2000
  - Tento rok porota cenu neudělila.
- 2001
  - David Kopecký, Jan Studený - Rodinný dům, Stupava
- 2002
  - Ivan Matušík - Elipsion - dům u Slnečných jazer v Senci
- 2003
  - Miroslav Tomík - Vila N, Uherské Hradiště, Česko
- 2004
  - Dušan Burák, Michal Burák, Ctibor Reiskup - Základní umělecká škola v Smižanech
- 2005
  - Michal Gaj, st. a Martin Řepického - Hospic sv. Alžběty v Ľubica (u Kežmarku)
- 2006
  - Ľubica Kořenová - Bytový dům Skelet v Žilině
- 2007
  - Peter Sticzay-Gromski, Pavlína Vlačihová[1][2] - Obytný soubor OCTOPUS HABITAT v Bratislavě
- 2008
  - Ivan Matušík, Sebastian Nagy - Bytový dům Triangolo, Nitra
- 2009
  - Jakub Cigler, Vincent Marani, Petr Kužela, Ondřej Hrozinka, Tomáš Bíma a Jan Hofman - Digital Park na Einsteinově ulici v Bratislavě-Petržalce
- 2010
  - Tento rok porota cenu neudělila.
- 2011
  - Branislav Hovorka, Štefan Moravčík, Martin Paulíny - Centrála firmy PHOENIX ZEPPELIN, Banská Bystrica
- 2012
  - Ivan Matušík- dům Patio, Nitra
- 2013
  - Peter Lacko, Filip Tittelbach, Anna Eiseltová, A.LT architekti v. o. s. - Rodinná usedlost na Oravě
- 2014
  - Irakli Eristavi, Pavel Silly, Marcel Benčík, Gabriel Boženík, Milan Vlček, Silvia Šillová - Kasárny Kulturpark, Košice
- 2015
  - Ján Studený a David Kopecký – rodinný dům v ulici Partizánska, Bratislava[3]
- 2016
  - Richard Murgaš - mateřská škola Guliver v Banské Štiavnici [4]